# Ron Ely
Ronald Pierce „Ron“ Ely (* 21. Juni 1938 in Hereford, Texas; † 29. September 2024 in Los Alamos, Santa Barbara County, Kalifornien) war ein US-amerikanischer Schauspieler und Autor. Seine bekannteste Rolle spielte er als Tarzan in der gleichnamigen Fernsehserie, die zwischen 1966 und 1969 entstand. 

## Leben
Ely übernahm erste Film- und Fernsehrollen in den späten 1950er-Jahren, kam jedoch bis Mitte der 1960er-Jahre nur zu überwiegend kleinen Auftritten. Der Erfolg begann, als der muskulöse, hochgewachsene Darsteller 1966 in der Rolle des Tarzan besetzt wurde. Er war damit der 15. Tarzan-Darsteller der Filmgeschichte und spielte diese Rolle in der auch in Deutschland sehr populären Tarzan-Fernsehserie in 57 Folgen, deren Doppelepisoden auch als Spielfilme ausgewertet wurden. Weiteren Erfolg in Deutschland hatte er 1972 mit der Italo-Western-Komödie 100 Fäuste und ein Vaterunser. Der Film wurde in Deutschland hauptsächlich wegen der damaligen Popularität Elys und seiner Schauspielkollegin Uschi Glas bekannt, die in diesem Film die weibliche Hauptrolle spielte. 1972 erhielt Ely in einer Leserwahl den Goldenen Bravo Otto der deutschen Jugendzeitschrift BRAVO.
1975 war Ely der Star in der letzten Filmproduktion des Produzenten George Pal, Doc Savage – Der Mann aus Bronze, der einzigen bislang erfolgten Verfilmung der bekannten Superhelden-Buchreihe. In den nächsten Jahren verebbte Elys Erfolg und er war nur noch selten in Kinofilmen zu sehen, trat dafür aber vermehrt als Gast in verschiedenen Fernsehserien auf, so in Love Boat, Matt Houston, Wonder Woman, Hotel, Fantasy Island, Superboy (als erwachsener Superman) oder Renegade – Gnadenlose Jagd. 
In der Serie Sea Hunt (1987) spielte Ely die Rolle des Mike Nelson, die anspielt auf die gleichnamige Figur in der Fernsehserie Abenteuer unter Wasser (1958) und die dort von Lloyd Bridges dargestellt wurde. In einer erneuten Neuauflage von Edgar Rice Burroughs Geschichten unter dem Titel Tarzán (1992) wirkte Ely wiederum in einer Folge mit, dieses Mal aber nicht mehr als titelgebende Figur, sondern nur in einer Nebenrolle als Gordon Shaw. Insgesamt umfasst sein filmisches Schaffen als Schauspieler mehr als 40 Film- und Fernsehproduktionen zwischen 1959 und 2014, außerdem hatte er in den 1960ern bei einer Folge von Tarzan auch als Regisseur gearbeitet.
Mitte der 1990er-Jahre hatte Ely einigen Erfolg als Schriftsteller mit einer kurzlebigen Mystery-Serie um den Detektiv Jake Sands in den Romanen Night Shadows und East Beach. Ein weiterer Roman Elys wurde nicht veröffentlicht, weil er sich weigerte, den Umfang von 1250 Seiten auf ein „verträgliches“ Maß zu kürzen. Von seinen Jake-Sands-Romanen hat Ely auch gekürzte Hörbuchlesungen aufgenommen. Ely war auch als Moderator tätig, so Anfang der 1980er-Jahre bei der Spielshow Face the Music im amerikanischen Fernsehen. 1981 und 1982 moderierte Ely den Schönheitsbewerb Miss America.
1984 heiratete Ely in zweiter Ehe die fast 20 Jahre jüngere Valerie Lundeen, eine Schönheitskönigin aus Florida. Das Paar bekam drei Kinder, zwei Töchter und einen Sohn. Die Familie lebte im Wohnviertel Hope Ranch in Santa Barbara an der Pazifikküste. Am 15. Oktober 2019 wurde Elys Ehefrau Valerie auf ihrem Anwesen von dem gemeinsamen 30-jährigen Sohn Cameron erstochen. Dieser wiederum wurde anschließend von der Polizei erschossen, als er gegen die Beamten Widerstand leistete. Ely und seine zwei Töchter strengten ein Jahr danach eine Klage gegen die Polizei an, unter anderem da die Erschießung des angeblich unbewaffneten Cameron ihrer Ansicht nach unnötig gewesen sei. Die Klage blieb offenbar ergebnislos.
Ron Ely starb im September 2024 im Alter von 86 Jahren im kalifornischen Santa Barbara County.

## Filmografie (Auswahl)
- 1958: South Pacific
- 1958: Der Killer mit der sanften Stimme (The Fiend Who Walked the West)
- 1959: Der ehrbare Bigamist (The Remarkable Mr. Pennypacker)
- 1959: Vater ist der Beste (Father Knows Best, Fernsehserie, Folge 5x22)
- 1961: The Aquanauts (Fernsehserie, 18 Folgen)
- 1966: Die Todes-Ranch (The Night of the Grizzly)
- 1966: Einmal noch – bevor ich sterbe (Once Before I Die)
- 1966–1969: Tarzan (Fernsehserie, 57 Folgen)
- 1969: Eddies Vater (The Courtship of Eddie’s Father, Fernsehserie, Folge 1x06)
- 1971: Der Chef (Ironside, Fernsehserie, Folge 4x18)
- 1971: Rudi Carrell Show (Fernsehshow, Auftritt in Folge 20)
- 1972: Der Schrei der schwarzen Wölfe
- 1972: 100 Fäuste und ein Vaterunser (Alleluja e Sartana figli di… Dio)
- 1974: Dr. med. Marcus Welby (Marcus Welby, M.D., Fernsehserie, Folge 6x04)
- 1975: Doc Savage – Der Mann aus Bronze (Doc Savage: The Man of Bronze)
- 1976: MitGift
- 1977: Slavers – Die Sklavenjäger (Slavers)
- 1978: Wonder Woman (Fernsehserie, Folge 3x03)
- 1979–1984: Fantasy Island (Fernsehserie, 5 Folgen)
- 1980–1981: Face the Music (Fernsehshow, als Gastgeber)
- 1980–1983: Love Boat (The Love Boat, Fernsehserie, 3 Folgen)
- 1983: Matt Houston (Fernsehserie, Folge 1x21)
- 1983: Hotel (Fernsehserie, Folge 1x03 Charades)
- 1987–1988: Sea Hunt (Fernsehserie, 22 Folgen)
- 1991: Superboy (Fernsehserie, Folge 3x26)
- 1992: Tarzan (Fernsehserie, Folge 1x07)
- 1993: L.A. Law – Staranwälte, Tricks, Prozesse (L.A. Law, Fernsehserie, Folge 8x01)
- 1993/1996: Renegade – Gnadenlose Jagd (Renegade, Fernsehserie, 2 Folgen)
- 1995: Heißes Pflaster Hawaii (Marker, Fernsehserie, Folge 1x08)
- 2001: Sheena – Königin des Dschungels (Sheena, Fernsehserie, Folge 2x02)
- 2014: Expecting Amish (Fernsehfilm)

## Werke
- Night Shadows. Simon & Schuster, New York 1994, ISBN 0-671-87280-X.
- East Beach. Simon & Schuster, New York 1995, ISBN 0-671-87281-8.